# South Boston 400 1963 (oktober)
South Boston 400 1963 (oktober) var ett stockcarlopp ingående i Nascar Grand National Series (nuvarande Nascar Cup Series) som kördes 20 oktober 1963 på den 0,375 mile (603.504 m) långa ovalbanan South Boston Speedway i South Boston i Virginia. Loppet var det andra av två South Boston 400 som kördes 1963. Ett vårrace med samma namn kördes 14 april. Totalt avverkades 150 miles (241.4016 km) fördelat på 400 varv. Banunderlaget var asfalt. Loppet vanns av Richard Petty i en Plymouth på tiden 1:57.55 körande för Petty Enterprises. Pettys snitthastighet uppgick till 76.325 mph. Han var vid målgång ensam förare på ledarvarvet, tre varv före tvåan David Pearson. Det var Pettys 27:e vinst av totalt 200 i karriären. Prispotten uppgick till 6 725 dollar, varav 1 550 dollar gick till segraren.

## Resultat
| Plc     | Nr | Förare          | Team/ bilägare        | Konstruktör | Start | Varv | Ledda varv |
| ------- | -- | --------------- | --------------------- | ----------- | ----- | ---- | ---------- |
| 1       | 41 | Richard Petty   | Petty Enterprises     | Plymouth    | 4     | 400  | 287        |
| 2       | 6  | David Pearson   | Owens Racing          | Dodge       | 7     | 397  | 0          |
| 3       | 8  | Joe Weatherly   | Bud Moore Engineering | Pontiac     | 5     | 396  | 0          |
| 4       | 42 | Bob Welborn     | Petty Enterprises     | Plymouth    | 8     | 394  | 0          |
| 5       | 36 | Larry Thomas    | Wade Younts           | Dodge       | 10    | 388  | 0          |
| 6       | 2  | Jimmy Pardue    | Cliff Stewart         | Pontiac     | 11    | 388  | 0          |
| 7       | 14 | Darel Dieringer | Pete Stewart          | Ford        | 12    | 372  | 0          |
| 8       | 96 | Jimmy Massey    | Hubert Westmoreland   | Chevrolet   | 13    | 369  | 0          |
| 9       | 33 | Roy Mayne       | C.L. Kilpatrick       | Chevrolet   | 14    | 369  | 0          |
| 10      | 62 | Curtis Crider   | Curtis Crider         | Mercury     | 20    | 368  | 0          |
| 11      | 83 | Worth McMillion | Worth McMillion       | Pontiac     | 19    | 364  | 0          |
| 12      | 34 | Wendell Scott   | Scott Racein          | Chevrolet   | 18    | 361  | 0          |
| 13      | 88 | Major Melton    | Major Melton          | Chrysler    | 17    | 367  | 0          |
| 14      | 09 | Larry Manning   | Bob Adams             | Chevrolet   | 11    | 362  | 0          |
| 15      | 3  | Junior Johnson  | Fox Racing            | Chevrolet   | 3     | 204  | 101        |
| 16      | 48 | G.C. Spencer    | Jack Smith            | Plymouth    | 2     | 181  | 8          |
| 17      | 9  | Roy Tyner       | Roy Tyner             | Chevrolet   | 21    | 149  | 0          |
| 18      | 86 | Ronnie Bristow  | Buck Baker Racing     | Chrysler    | 16    | 107  | 0          |
| 19      | 5  | Billy Wade      | Owens Racing          | Dodge       | 6     | 55   | 4          |
| 20      | 87 | Buck Baker      | Buck Baker Racing     | Pontiac     | 15    | 44   | 0          |
| 21      | 47 | Jack Smith      | Jack Smith            | Plymouth    | 1     | 24   | 0          |
| 22      | 02 | Bob Cooper      | Bob Cooper            | Pontiac     | 22    | 0    | 0          |
| Källor: |    |                 |                       |             |       |      |            |